# 西田奈津美
西田 奈津美（にしだ なつみ、1989年1月21日 - ）は、日本のグラビアアイドル、女優。
福岡県福岡市東区出身。堀越高等学校卒業。ケイファクトリー所属。

## 略歴
福岡のモデル事務所「ノアール」所属時はモデルや歌ユニットで活動。2001年と2002年にはモーニング娘。の追加メンバーオーディションに応募し、前者では最終選考の合宿まで残り、後者では国民投票で5位にまでなったがいずれも落選している。この時の応募者だった田中れいなとは同郷であり今でも親交があるとのこと。
2004年、トップコート開催のオーディション「TRY to TOP2004」で準グランプリに選出された。これをきっかけに、同事務所の所属となる。高校2年生で上京し、堀越高等学校に編入する。同年9月、漫画誌グラビアにてデビュー。
2005年、日テレジェニック2005に選ばれ、翌年のトリノオリンピックのサポーターガールを務める。以後、グラビアを中心に活躍しながらドラマ『愛と友情のブギウギ』・『ギャルサー』、映画『探偵事務所5』などに出演し、女優としての経歴も重ねる。
2006年、オンラインゲーム『ときめきメモリアルONLINE』に本人役で参加。
2007年4月、トップコートから現事務所に移籍した。
2013年10月1日、同年春に入籍していたことと妊娠8ヶ月であることを発表。同年12月9日、第一子となる長男を出産。

## 人物
- 2歳上の兄がいる[3]。
- 元SKE48の松下唯とは幼いころからの友達で[4][5]、ブログにも度々登場する。また、元AKB48→SDN48の戸島花[6]や、日テレジェニックの2年後輩である小田あさ美、堀越高校時代の同級生である多岐川華子、元オスカープロモーション所属の彩月貴央とも仲が良い[7]。

## 出演

### テレビドラマ
- 愛と友情のブギウギ（2005年3月 - 5月、NHK総合） - 紅谷美歌 役
- 白夜行 第2話（2006年1月、TBS） - 清華女子学園高校生徒 役
- ギャルサー（2006年4月 - 6月、日本テレビ） - ラン 役
- 死ぬかと思った（2007年4月、日本テレビ） - 小鴨真央 役
- 冗談じゃない!（2007年4月 - 6月、TBS）
- ライフ（2007年7月 - 9月、フジテレビ） - 阿部由香里 役
- 恋のから騒ぎドラマスペシャル「ナマイキな女」（2007年11月30日、日本テレビ）
- 仮面ライダーキバ（2008年5月、テレビ朝日） - 天野恵里子 役
- パズル 第6話（2008年5月23日、テレビ朝日） - 長田美紀 役
- ヤスコとケンジ（2008年7月 - 9月、日本テレビ） - 留美 役
- 夢をかなえるゾウ（2008年10月2日‐、日本テレビ/読売テレビ） - バー「サイレント」のバーテン 役
- 非婚同盟（2009年3月19日‐、東海テレビ） - 伊庭香菜子 役
- インディゴの夜（2010年2月、東海テレビ） - 大迫歩美 役
- 相棒 Season8 第16話（2010年2月17日、テレビ朝日） - 陽子 役
- 月曜ゴールデン「大家だけが知っている!〜幸多福子の下町事件簿〜」（2010年8月2日、TBS） - 荻野理絵 役
- 示談交渉人 ゴタ消し 第1話（2011年1月6日、日本テレビ/読売テレビ） - 恭子 役
- 四つ葉神社ウラ稼業 失恋保険〜告らせ屋〜 第10話（2011年6月9日、日本テレビ/読売テレビ） - 小峯諒子 役
- クリスタル（2011年6月18日 - 7月9日、千葉テレビ） - 北澤明日香 役
- 名前をなくした女神 最終話（2011年6月21日、フジテレビ） - 東野留美 役
- ピースボート -Piece Vote- 第5話（2011年8月1日、日本テレビ） - 美香 役
- 名探偵コナン 工藤新一への挑戦状 第10話（2011年9月8日、日本テレビ/読売テレビ） - 水谷雪乃 役
- 妄想捜査〜桑潟幸一准教授のスタイリッシュな生活（2012年1月 - 3月、テレビ朝日） - 別野智子 役
- 金曜プレステージ「塔馬教授の天才推理1・隠岐島の黄金伝説殺人事件」（2012年6月1日、フジテレビ） - 松岡直子 役
- お天気お姉さん（2013年4月 - 6月、テレビ朝日） - 黒沢すみれ 役
- POWER GAME〜パワーゲーム〜 第5・7話（2013年9月7日・21日、NHK BSプレミアム） - 前畑悦子 役

### 映画
- 探偵事務所5"〜5ナンバーで呼ばれる探偵たちの物語
- 聖白百合騎士団（2009年、監督：田渕寿雄）
- DEAD BALL（2011年）
- ふがいない僕は空を見た（2012年、監督：タナダユキ）
- 図書館戦争（2013年、監督：佐藤信介）

### 舞台
- カラフル企画Vol.3「めぐりあうとき」（2011年4月20日 - 27日、赤坂RED THEATER）
- 「隠蔽捜査＆果断・隠蔽捜査2」（2011年10月19日 - 30日、THEATRE1010・11月3日 - 6日、新神戸オリエンタル劇場・11月9日 - 10日、京都南座、11月19日 - 20日、名鉄ホール） - 竜崎美紀 役
- 劇団☆新感線「シレンとラギ」（2012年4月24日 - 5月14日、梅田芸術劇場メインホール・5月24日 - 7月2日、青山劇場）

### テレビアニメ
- ときめきメモリアル Only Love 第17話（2006年）

### バラエティ
- 桜塚ヤンキース（2007年、テレ玉）

### ラジオ
- 細川茂樹 SBSで行こう!〜Shigeki Breka Saturday〜（静岡放送、 - 2009年3月）

## DVD
- 夏色なっちゃん（2005年8月24日、バップ）
- 日テレジェニックの宝箱（2006年1月25日、バップ）